# Vasile Boerescu
Vasile Boerescu (n. 1 ianuarie 1830, București, Țara Românească – d. 18 noiembrie 1883, Paris, Franța) a fost un avocat, ziarist, jurist și un om politic român, ministru cu diverse portofolii în varii guverne, susținător al ideilor liberale moderate.

## Biografie

### Viață timpurie, educație
În perioada Revoluției de la 1848, Vasile Boerescu era elev la Colegiul Sfântul Sava din București și colabora la ziarul "Pruncul român". A terminat colegiul în anul 1850, iar după o perioadă de pregătire la Școala de Drept din București, a plecat la Paris, unde obține licența în anul 1855 și doctoratul în științe juridice în 1857. În perioada petrecută în Franța, Vasile Boerescu a militat pentru drepturile politice ale Țărilor Române și pentru unirea acestora sub un principe străin. În 1857, după reîntoarcerea în țară, este numit profesor de drept comercial la Colegiul Sfântul Sava, iar din 1859 este profesor la Facultatea de Drept din București. În martie 1871 devine rector al Universității din București, iar în octombrie 1873 este numit decan al Facultății de Drept.

### Fondarea ziaruluiNaționalul
În octombrie 1857, Vasile Boerescu a fondat ziarul Naționalul,tipărit la Tipografia Nationala a lui Iosif Romanov si în ale cărui pagini sunt promovate ideile unioniste ale vremii. În ianuarie 1859 Boerescu a fost ales deputat în Adunarea Electivă din Muntenia. După unire a fost numit director al Eforiei Școalelor, iar în continuare a îndeplinit numeroase funcții în guvernele post-unioniste: ministru al justiției (28 mai - 5 iulie 1860; 13 iulie 1860 - 14 aprilie 1861; 16 noiembrie 1868 - 21 ianuarie 1870), ministru al afacerilor străine (28 aprilie 1873 - 7 noiembrie 1875), ministru al cultelor și instrucțiunii (13 iulie - 17 octombrie 1860; 9 ianuarie - 7 aprilie 1874), membru în Consiliul superior al Instrucțiunii (octombrie 1863) și vicepreședinte al Consiliului de Stat (1864). Vasile Boerescu a făcut parte din delegația care a reprezentat România la Conferința de la Paris în 1866, susținând aducerea unui prinț străin. A fost ales în Adunarea Constituantă care a dezbătut și a adoptat Constituția din 1866, iar mai târziu în același an, Boerescu a fost ales în Parlamentul României.

### Avocat, orator, traducător
S-a distins ca un foarte bun traducător, avocat și orator, fiind unul dintre principalii artizani ai Convenției comerciale româno-austro-ungare din 1875. În anul 1876 a încercat împreună cu Dimitrie Ghica sa fondeze o grupare politică de centru. Nereușind impunerea acestei grupari pe scena politică romanească, s-a înscris în Partidul Național Liberal în 1879, dar în 1880 constituie gruparea dizidentă "Partidul Liberalilor Sinceri", împreună cu George D. Vernescu.